# Паго (вулкан)
Паго — действующий вулкан, расположенный на северном побережье острова Новая Британия (провинция Западная Новая Британия в составе Папуа — Новой Гвинеи) восточнее города Кимбе.
Находится в пределах кальдеры Витори (Witori). Сам вулкан начал формироваться около 350 лет назад и уже вырос выше кромки кальдеры Витори.
Высота над уровнем моря — 742 м.
28 августа 2007 года произошло очередное извержение вулкана. По информации сотрудников местного вулканического центра, выбросы пепла из кратера достигли высоты 4 километра. Предыдущие извержения происходило в 1918, 1933, 2002 году.